# 兰热夫尔
兰热夫尔（法語：Lingèvres，法語發音：[lɛ̃ʒɛvʁ] ⓘ）是法国卡尔瓦多斯省的一个市镇，属于巴约区。

## 地理
兰热夫尔（49°10'29"N, 0°40'22"W）面积14.46 平方千米，位于法国诺曼底大区卡爾瓦多斯省，该省份为法国西北部沿海省份，北濒大西洋英吉利海峡，东北与滨海塞纳省以海上边界相接，东临厄尔省，南至奧恩省，西与芒什省接壤。
与兰热夫尔接壤的市镇（或旧市镇、城区）包括：比塞勒、奥托莱巴格、瑞艾蒙代、瑟勒河畔蒂伊、特兰日、欧尔瑟勒。

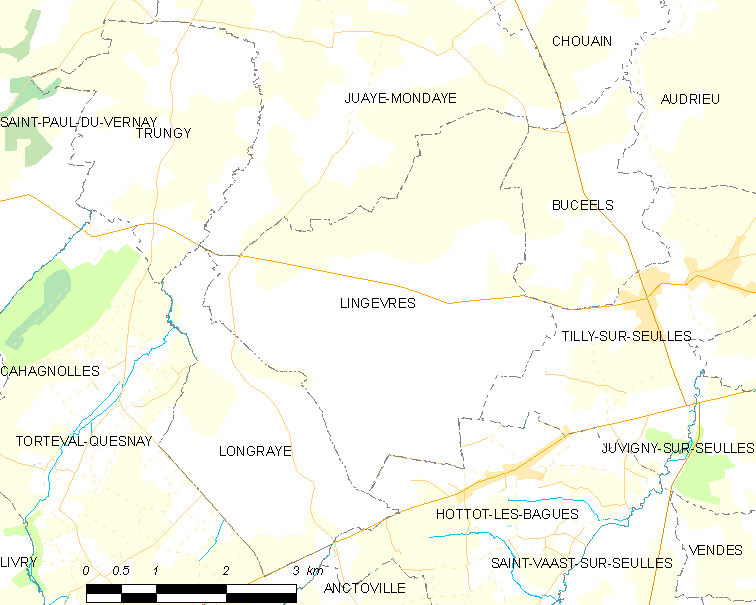
兰热夫尔的OSM定位图

兰热夫尔的时区为UTC+01:00、UTC+02:00（夏令时）。

## 行政
兰热夫尔的邮政编码为14250，INSEE市镇编码为14364。

## 政治
兰热夫尔所属的省级选区为莱蒙多奈县。

## 人口

1962-2008年间兰热夫尔人口变化图示

兰热夫尔于2022年1月1日时的人口数量为451人。